# Лене, Бернардюс
Бернардюс Петрюс Лене (нидерл. Bernardus Petrus Leene, 14 февраля 1903 — 24 ноября 1988) — нидерландский велогонщик, олимпийский чемпион, призёр чемпионата мира.

## Биография
Родился в 1903 году в Гааге. В 1925 году завоевал бронзовую медаль чемпионата мира в спринте среди любителей. В 1928 году на Олимпийских играх в Амстердаме стал чемпионом в тандеме (вместе с Данилом ван Дейком). В 1932 году выступил в соревнованиях на тандеме на Олимпийских играх в Лос-Анджелесе, но занял 4-е место. В 1936 году на Олимпийских играх в Берлине завоевал серебряную медаль в тандеме (вместе с Хендриком Омсом).